# سياسة تونس
سياسة تونس  تندرج ضمن النظام الجمهوري للبلاد. بعد الاستقلال سنة 1956 وحتى 2011، كان النظام في تونس ديكتاتوري وشهد رئيسين هما الحبيب بورقيبة لمدة 30 سنة ثم زين العابدين بن علي ل23 سنة. وبعد الثورة التونسية في 2011، بدأت تونس انتقالها الديمقراطي، أين تم إقرار دستور 2014 والقيام بعدة انتخابات.
ترأس الجمهورية بعد الثورة التونسية مؤقتا فؤاد المبزع ثم محمد المنصف المرزوقي إلى أن تولى المهام الباجي قائد السبسي بعد انتخابات 2014، التي كانت انتخابات حرة، شفافة ونزيهة. ورئيس الحكومة كان يوسف الشاهد. ثم توفي الباجي قايد السبسي في 25 يوليو 2019 يوم عيد الجمهورية. وتولى الرئاسة مؤقتًا رئيس مجلس نواب الشعب محمد الناصر إلى أن انتُخِب قيس سعيد ونُصِّب في أكتوبر 2019 بعد انتخابات فاز خلالها بأغلبية ساحقة. قرر رئيس الجمهورية قيس سعيد حل البرلمان يوم 30 مارس 2022 إلى حين إجراء إنتخابات تشريعية في 17 ديسمبر 2022. يذكر أن الرئيس قيس سعيد يوم 25 يوليو 2021 قد قام استنادا للفصل 80 من الدستور السابق بتفعيل إجراءات إستثنائية منها تجميد البرلمان وحل الحكومة، مَهّد ذلك لما يعرف الآن بـ«الأزمة السياسية التونسية» بعد احتجاجات عارمة في البلاد ، و كان من نتائجها إقرار دستور جديد للبلاد بعد استفتاء شعبي في 25 يوليو 2022.
رئيس الجمهورية ينتخب لمدة خمس سنوات ويقوم بتسمية رئيس الحكومة (رئيس الوزراء) و اعضاء الحكومة ، التي تعمل على تنفيذ سياسات الدولة التي يرسمها رئيس الجمهورية . الحكام المحليون للولايات والممثلون المحليون يتم تعيينهم أيضا من قبل الحكومة المركزية، في حين يتم انتخاب مجالس بلدية.

يتكون البرلمان التونسي الآن من غرفتين وهما: مجلس نواب الشعب (161 مقعدا) والمجلس الوطني للجهات والأقاليم.

ويتكون البرلمان التونسي سابقا من غرفتين وهما: مجلس النواب ومجلس المستشارين (217 مقعدا) ومن غرفة واحدة بين عامي 2011 و2022 (مجلس نواب الشعب فقط).

## تاريخ
بعد الثورة التونسية التي أدت إلى خلع زين العابدين بن علي الذي استحوذ على البلاد التونسية منذ عام 1987 بعد أن أصبح الحبيب بورقيبة الذي تولى الرئاسة منذ تاريخ إعلان الجمهورية سنة 1957 غير قادر على مواصلة الحكم بسبب حالته الصحية المتردية. استعان بورقيبة في حكمه بوزراء أولهم على التوالي: الباهي الأدغم، الهادي نويرة، محمد مزالي، رشيد صفر وزين العابدين بن علي. التجمع الدستوري الديمقراطي وريث الحزب الحر الدستوري هو الحزب الحاكم في تونس منذ الاستقلال، وكان الحزب الوحيد المصرح بين سنتي 1962 و1983.

دخلت أحزاب المعارضة لأول مرة مجلس النواب التونسي عام 1994 وتحتل 9% من جملة مقاعده. كما جرت أول انتخابات رئاسية تعددية في أكتوبر 1999 وفاز بها بن علي بغالبية ساحقة بنسبة 98%. وفي انتخابات 2004، فاز زين العابدين بن علي بنسبة 94% من الأصوات في انتخابات شابها تزوير واضح وسط تزايد الغضب الشعبي من غلاء المعيشة وارتفاع نسبة البطالة في اوساط حاملي الشهادات العليا.

نتيجة الانتخابات الرئاسية في تونس سنة 2009:
| المرشح                                           | نسبة التصويت (%) |
| ------------------------------------------------ | ---------------- |
| زين العابدين بن علي (التجمع الدستوري الديمقراطي) | 89.62%           |
| محمد بوشيحة (حركة الديمقراطيين الاشتراكيين)      | 5.01%            |
| أحمد اينوبلي (الاتحاد الديمقراطي الوحدوي)        | 3.80%            |
| أحمد إبراهيم (حركة التجديد)                      | 1.57%            |

## السياسة الخارجية
لتونس عدة بعثات ديبلوماسية مع أغلبية دول الأمم المتحدة إضافة إلى (دولة فلسطين)
لتونس علاقات مميزة مع الولايات المتحدة و (روسيا) ودول الاتحاد الأوروبي والاتحاد الأفريقي و (كوبا) والأرجنتين والبرازيل والمكسيك الصين واليابان وإيران والكوريتين وأيضا العلاقة الأخوية بين (صربيا) وتونس باعتبار أن تونس لم تعترف باستقلال إقليم كوسوفو وقادته الانفصاليين
هناك علاقة شراكة اقتصادية بين تونس والاتحاد الأوروبي ساهم بشكل كبير في تطور العلاقات الديبلوماسية بين تونس والدول ال27 في الاتحاد الأوروبي وخاصة مع فرنسا وإيطاليا ومالطا
العلاقات التونسية الإيرانية جيدة خصوصا بعد زيارة وزير النقل والمواصلات التونسي عبد الرحيم الزواري لطهران وزيارة نائب الرئيس محمود أحمدي نجاد إلى تونس في أيار 2009
العلاقات التونسية الأمريكية متميزة سواء في فترة الرئيس بورقيبة أو بن بن علي وأيضا مع كافة رؤساء واشنطن منذ 1957.
لم يسبق لتونس أن أقامت علاقات ديبلوماسية مع إسرائيل واكتفت فقط بإرسال بعثة اقتصادية بعد اتفاقية أوسلو 1993 ثم سحبتها سنة 2000 بعد استمرار إسرائيل في احتلال الضفة الغربية وإلى يومنا هذا لا توجد أي علاقات بين تونس وتل أبيب.
يحسب لتونس أنها دعمت واحتضنت المقاومة الوطنية الفلسطينية في 1982 وأنشأ بحمام الشاطئ مقر منظمة التحرير (فتح) قبل أن يدمره الطيران الحربي الإسرائيلي في 1 أكتوبر 1985 كذلك أرسلت تونس مساعدة إنسانية إلى الصين بعد زلزال سيشوان المدمر كما أرسلت تونس العديد من المساعدات الإنسانية إلى لبنان وغزة.
إضافة أن الدولة التونسية تنتهج سياسة انفتاحية على كل البلدان ولا تصدر أي مذكرات عداوة ضد أحد فهي دولة تريد تعميق التعاون الدولي واحترام القوانين الأممية ويتجلى ذلك في قيمة الجوائز الدولية المسندة لها.

## رئيس الجمهورية
رئيس الجمهورية التونسية هو رئيس الدولة التونسية حسب الفصل 88 من الدستور التونسي والقائد الأعلى للقوات المسلحة حسب الفصل 94. يتم انتخابه مباشرة من قبل الشعب لولاية مدتها خمس سنوات ويمكن ان يرشح نفسه لولايتين فقط. تم أحداث منصب رئيس الجمهورية التونسية منذ 25 جويلية 1957.

عرفت تونس منذ إعلان الجمهورية 5 رؤساء ورئيسين مؤقتين، هم الحبيب بورقيبة الذي شغل هذا المنصب إلى سنة 1987 وزين العابدين بن علي الذي شغل منصب رئيس الجمهورية إلى سنة 2011. ثم مؤقتًا فؤاد المبزع وتلاه المنصف المرزوقي حتى عام 2014 وتلاه الباجي قائد السبسي حتى عام 2019. ثم مؤقتًا محمد الناصر وتلاه الرئيس الحالي الرئيس قيس سعيد الذي بدأت ولايته في أكتوبر 2019.
من مهام رئيس الجمهورية:ضبط السياسات العامة للدولة، اسناد الوظائف العليا في الدولة، ابرام المعاهدات وختم القوانين. يقوم كذلك بتسمية القضاة باقتراح من المجلس الأعلى للقضاء وحق العفو الخاص. من صلاحياته أيضا اشهار الحرب وإعلان السلم بموافقة مجلس مجلس نواب الشعب الذي يستطيع حله في حال المصادقة على لائحة لوم ثانية أثناء نفس المدة النيابية (الفصل 116) أو في حالة انتخاب رئيس جمهوريةجديد. إثر شغور منصب رئيس الجمهورية (الفصل 109)، يتولى رئيس المحكمة الدستورية رئاسة الجمهورية بشكل مؤقت. يقوم كذلك برئاسة مجلس الوزراء
بمساعدة رئيس الحكومة

### انتخابه
يتم انتخاب رئيس الجمهورية مباشرة من قبل الشعب لولاية تصل مدتها إلى خمس سنوات انتخابا عاما، حرا، مباشرا، سريا، وبالأغلبية المطلقة للأصوات المصرح بها، خلال الأيام الثلاثين الأخيرة من المدة الرئاسية (الفصل 90 من الدستور). تم ادخال ثلاثة قوانين استثنائية لانتخاب رئيس الجمهورية التونسية.
كان بورقيبة قد أعلن نفسه رئيسا مدى الحياة سنة 1975 بمقتضى القانون الدستوري عدد 75-13 المؤرخ في 19 مارس 1975 أضيفت إلى الفصل 40 من الدستور وبعد 7 نوفمبر 1987 ألغى بن علي الرئاسة مدى الحياة. للترشح لرئاسة الجمهورية كان الدستور التونسي ينص على وجوب الحصول على ثلاثين توقيعا من أعضاء البرلمان أو رؤساء البلديات شريطة أن يكون للحزب المعني نائب أو أكثر في مجلس النواب. في سنة 2004 تم إجراء تعديل ينصّ على أن يكون للمترشح أقدمية فترة خمس سنوات في الهيئة القيادية لحزبه كما مكن هذا التعديل أن أن يقوم بعدد غير محدود من الولايات الرئاسية بعد أن كان محدودا بثلاث ولايات كحد أقصى. في سنة 2009 أعلن رئيس الجمهورية في خطابه بمناسبة عيدي الاستقلال والشباب على إمكانية أن يترشح لرئاسة الجمهورية «المسؤول الأول عن كل حزب سياسي سواء كان رئيسا أو أمينا عاما أو أمينا أول لحزبه شريطة أن يكون منتخبا لتلك المسؤولية وأن يكون يوم تقديم مطلب ترشحه مباشرا لها منذ مدة لا تقل عن سنتين متتاليتين منذ انتخابه لها».

### شروط الترشح
1. شرط الجنسية التونسية: الترشح لمنصب رئيس الجمهورية حق لكل تونسي غير حامل لجنسية أخرى، مولود لأب ولأم وجد لأب ولأم تونسيين وكلهم تونسيون بدون انقطاع (الفصل 73 من الدستور).[3]
2. – شرط السن: يجب أن يكون المترشح يوم تقديم ترشحه بالغا من العمر أربعين سنة على الأقل وخمس وسبعين سنة على الأكثر (الفصل 73 من الدستور).[3]
3. – شرط التمتع بالحقوق المدنية والسياسية: يجب أن يكون المترشح متمتعا يجميع حقوقه المدنية والسياسية (الفصل 89 من الدستور).
4. – شرط الدين: يجب أن يكون المترشح مسلما (الفصل 73 من الدستور).[3]
5. – الضمان: يجب على كل مترشح أن يدفع ضمانا ماليا قدره خمسة آلاف دينار لا يرجع إليه إلا عند حصوله على ثلاثة بالمائة على الأقل من الأصوات المصرح بها (الفصل 66 من المجلة الانتخابية).[3]
6. – تقديم المترشح من طرف المنتخبين: يقع تقديم المترشح من قبل عدد من أعضاء مجلس النواب ورؤساء المجالس البلدية، حسب الطريقة والشروط التي يحددها القانون الانتخابي. وينص الفصل 66 من المجلة الانتخابية على أن المترشح يجب تقديمه بصفة فردية أو جماعية من قبل ما لا يقل عن ثلاثين مواطنا من بين أعضاء مجلس النواب أو من رؤساء مجالس بلدية (الفصل 40 من الدستور).[3]

## البرلمان

### البرلمان القديم 1956-2011
يتكون البرلمان التونسي من غرفتين: مجلس النواب ومجلس المستشارين.

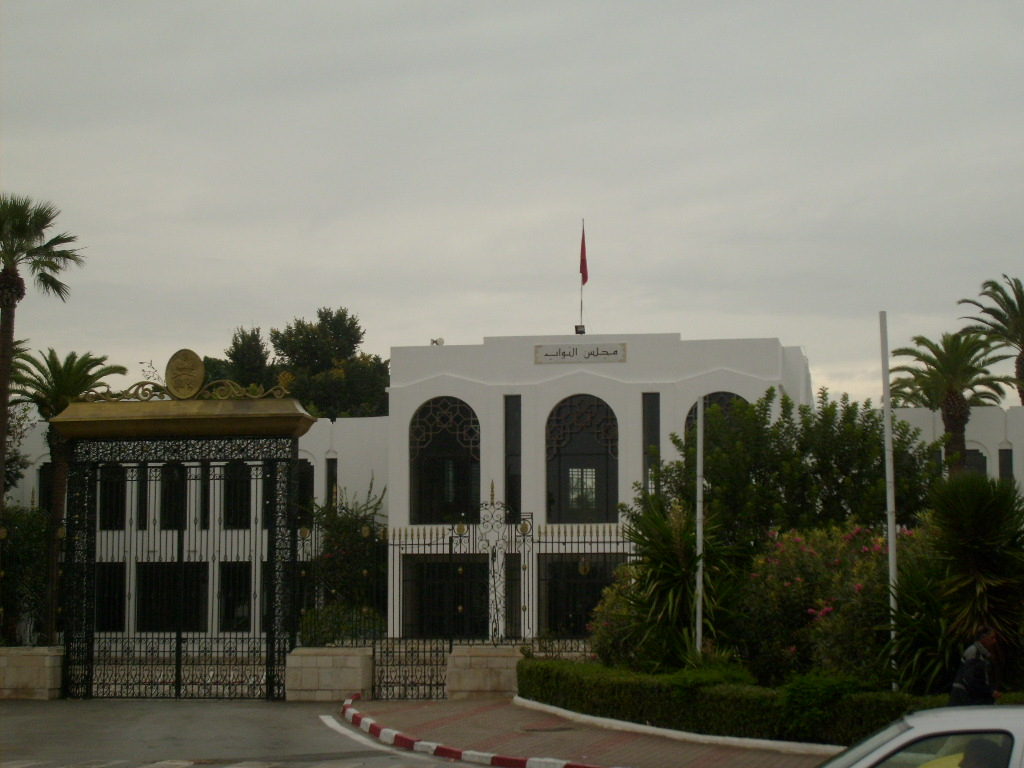
واجهة البرلمان التونسي

#### تاريخ البرلمان القديم
يرجع إنشاء أول برلمان تونسي حديث إلى منتصف القرن التاسع عشر تاريخ إنشاء محمد الصادق باي للمجلس الأكبر الذي كان يضم 60 شخصية يعينهم الباي. إلا أن هذه المؤسسة لم تعمر طويلا إذ وقع حلها بعد ثورة علي بن غذاهم. عام 1890 أنشأت سلطات الحماية الندوة الاستشارية التي بقيت عضويتها مقتصرة على الفرنسيين حتى سنة 1907 تاريخ تسمية 16 عضوا تونسيا من قبل المقيم العام الفرنسي. لم تكن للندوة أي صبغة تشريعية وفي عام 1922 بعث مجلس أكبر يتكون أعضاءه من قسمين: قسم تونسي وقسم فرنسي. وقد كانت صلوحيات المجلس أساسا صلوحيات مالية تتعلق بمناقشة الميزانية. بعد الاستقلال أحدث المجلس القومي التأسيسي الذي أعلن النظام الجمهوري وقام بإصدار أول دستور للجمهورية التونسية. عام 1959 أحدث مجلس الأمة الذي بقي المجلس الوحيد للسلطة التشريعية إلى سنة 2002 تاريخ قرار بعث غرفة عليا بعد المصادقة عليها إثر استفتاء ماي 2002.

#### نصوص دستورية
- «يمارس الشعب السلطة التشريعية بواسطة مجلس النواب ومجلس المستشارين أو عن طريق الاستفتاء». (الفصل 18 من الدستور)
- «يتكون مجلس المستشارين من أعضاء لا يتجاوز عددهم ثلثي عدد أعضاء مجلس النواب، ويحدد القانون الانتخابي طريقة ضبط هذا العدد كل ست سنوات باعتبار عدد أعضاء مجلس النواب القائم». (الفصل 19)
- ...ويؤدي كل عضو من أعضاء مجلس النواب ومجلس المستشارين قبل مباشرة مهامه اليمين التالية:

«أقسم بالله العظيم أن أعمل بإخلاص في خدمة بلادي وأن ألتزم بأحكام الدستور وبالولاء المفرد لتونس» (الفصل 21)
- يجري انتخاب مجلس النواب لمدة خمس سنوات خلال الثلاثين يوما الأخيرة من المدة النيابية.

مدة نيابة أعضاء مجلس المستشارين ست سنوات. وتجدد تركيبته بالنصف كل ثلاث سنوات (الفصل 22)

#### صلاحيات البرلمان
ورد بالدستور أن كل عضو بمجلس النواب يعتبر نائبا للأمة جمعاء. ولا يمكن تتبع أي نائب ولا إيقافه ولا محاكمته لأجل آراء واقتراحات أبداها أو أعمال يقوم بها لأداء مهامه النيابية داخل المجلس. كما يتمتع النواب بالحصانة فلا يمكن تتبعهم أو إيقافهم طيلة نيابتهم في تهمة جنائية أو جناحية ما لم يرفع المجلس عنه الحصانة.

#### رؤساء البرلمان
- 1959 - 1964 : جلولي فارس
- 1964 - 1981 : الصادق المقدم
- 1981 - 1987 : محمود المسعدي
- 1987 - 1988 : رشيد صفر
- 1988 - 1990 : صلاح الدين بالي
- 1990 - 1991 : الباجي قايد السبسي
- 1991 - 1997 : الحبيب بولعراس
- 1997 - 2011 : فؤاد المبزع

### البرلمان الحالي منذ 2011

#### المجلس التأسيسي
بين 2011 و2014 مسك السلطة التشريعية المجلس الوطني التأسيسي لاقرار مؤسسات الدولة الجديدة. وتولى مصطفى بن جعفر رئاسته.

#### مجلس نواب الشعب
استئنف مجلس نواب الشعب مهامه بعد حله و إجراء الانتخابات التشريعية لعام 2022 تنفيذا لفصول دستور 2022 الجديد.

##### رؤساء المجلس
- محمد الناصر: ديسمبر 2014 - يوليو 2019
- عبد الفتاح مورو (بالنيابة): يوليو 2019 - نوفمبر 2019
- راشد الغنوشي: نوفمبر 2019 - مارس 2022.
- على إثر الأزمة السياسية بالبلاد، فقد ظل منصب رئيس مجلس نواب الشعب مجمدا من 25 يوليو 2021 حتى 30 مارس 2022، تاريخ حل المجلس ثم شاغرا حتى 13 مارس 2023.
- إبراهيم بودربالة: 13 مارس 2023 - (الآن) .

#### المجلس الوطني للجهات والأقاليم
استُحدث ضمن دستور 2022 وتتعلق مهامه بدراسة المشاريع المتعلّقة بميزانيّة الدّولة ومخطّطات التّنمية الجهويّة والإقليميّة والوطنيّة.

## دستور الجمهورية التونسية

### دستور 1959-2011
قانون عدد 57 لسنة 1959 مؤرخ في 25 ذي القعدة 1378 وفي أول جوان 1959 في ختم دستور الجمهورية التونسية وإصداره
باسم الشعب
نحن الحبيب بورقيبة، رئيس الجمهورية التونسية،
بناء على الأمر المؤرخ في 14 جمادى الأولى 1375 (29 ديسمبر 1955) المحدث للمجلس القومي التأسيسي
وعلى قرار المجلس القومي التأسيسي المؤرخ في 26 ذي الحجة 1376 (25 جويلية 1957) وبعد أن صادق المجلس القومي التأسيسي، أصدرنا دستور الجمهورية الآتي نصه:
 

التوطئة.
1. الباب الأول: أحكام عامة
2. الباب الثاني: السلطة التشريعية
3. الباب الثالث: السلطة التنفيذية
4. الباب الرابع: السلطة القضائية
5. الباب الخامس: المحكمة العليا
6. الباب السادس: مجلس الدولة
7. الباب السابع: المجلس الاقتصادي والاجتماعي
8. الباب الثامن: الجماعات المحلية
9. الباب التاسع: المجلس الدستوري
10. الباب العاشر: تنقيح الدستور

- تم تعليق العمل بالدستور التونسي في شهر فيفري 2011 بعد الثورة التونسية في انتظار انتهاء المجلس الوطني التأسيسي التونسي من كتابة الدستور الجديد.

### دستور تونس المؤقت 2011-2013
بعد أن تم انتخاب المجلس الوطني التأسيسي التونسي في 23 أكتوبر 2011، أصدر قانون مؤقت لتنظيم السلط العمومية في 10 ديسمبر 2011 من طرفه ليحل مكان الدستور القديم مؤقتا.

### دستور 2014-2022
تم إصدار هذا الدستور من قبل المجلس التأسيسي في 26 يناير 2014. جرى تعليق العمل به في سبتمبر 2021 ثم إلغاءه بأمر رئاسي صادر عن الرئيس قيس سعيد.

### دستور 2022
هو الدستور الحالي للجمهورية التونسية ، تولد هذا الدستور على خلفية الأزمة السياسية بالبلاد التي فرضت تغييرا شاملا لنظام الحكم من برلماني معدل إلى رئاسي. ختمه الرئيس قيس سعيد ودخل حيز التنفيذ في 17 أغسطس 2022.

## أجور المناصب السياسية التونسية العليا
|                         | العدد | إجمالي الأجر الشهري | الإجمالي |
| ----------------------- | ----- | ------------------- | -------- |
| رئيس الجمهورية التونسية | 1     | 000 30              | 000 30   |
| حكومة تونس              |       |                     |          |
| رئيس الحكومة            | 1     | 000 6               | 000 6    |
| الوزراء                 | 30    | 500 4               | 000 135  |
| كتاب الدولة             | 11    | 824 3               | 064 42   |
| المجلس الوطني التأسيسي  |       |                     |          |
| النواب                  | 214   | 340 2               | 760 500  |
| رئيس المجلس             | 1     | 881 4               | 881 4    |
| نائبي رئيس المجلس       | 2     | 725 2               | 450 5    |
| المجموع                 | 260   |                     | 155 724  |

## الأحزاب
التجمع الدستوري الديمقراطي وريث الحزب الحر الدستوري هو الحزب الحاكم في تونس منذ الاستقلال حتى 2011، وكان الحزب الوحيد المصرح بين سنتي 1962 و1983. وقع حله بقرار قضائي بعد ثورة 2011.
بعد انتخابات المجلس الوطني التأسيسي عام 2011، أصبحت حركة النهضة أول حزب ذو خلفية إسلامية يتولى السلطة في تاريخ البلاد. وظلت كذلك حتى أزاحتها حركة نداء تونس برئاسة الباجي قائد السبسي في انتخابات 2014. لكن النهضة عادت لتحصل على أغلبية غير مطلقة في انتخابات 2019. كما يوجد الآن حوالي 228 حزبا مرخصا له.

## مقالات ذات صلة
- الانتقال الديمقراطي في تونس
- الترويكا (تونس)